# Ván cờ Italia
Ván cờ Italia là một khai cuộc trong cờ vua khởi đầu với những nước như sau:
1. e4 e5
2. Nf3 Nc6
3. Bc4

Ván cờ Italia là một trong số những khai cuộc cổ xưa nhất từng được biết đến. Nó xuất hiện trong bản viết tay Göttingen và đã được phát triển trong thế kỷ 16 bởi các kỳ thủ như Damiano và Polerio; sau đó đến Greco vào năm 1620, người đã tạo ra diễn biến chính cho khai cuộc này. Tên gọi Ván cờ Italia đôi khi được thay thế bằng Giuoco Piano, mặc dù cái tên này cũng được dùng để đề cập đặc biệt đến thế cờ sau nước 3...Bc5. Người Ý đã xem nó như một dạng Khai cuộc mở, hay cụ thể hơn là Double King's Pawn game.
Khai cuộc này đặc trưng bởi nước Trắng đưa Tượng lên c4 (cái được gọi là "quân Tượng Italia"), chuẩn bị cho một đợt tấn công sớm vào ô điểm yếu f7. Do đó khai cuộc này điển hình bởi lối chơi tích cực, khi mà sự lựa chọn tốt nhất cho Đen thường là đáp trả bằng những pha phản công mạnh mẽ. Tuy nhiên, hầu hết các Đại kiện tướng đều bỏ qua khai cuộc này, và thay vì chơi 3.Bc4 họ thường ưa thích nước 3.Bb5 (Ruy-Lopez hay Ván cờ Tây Ban Nha) hoặc là 3.d4 (Khai cuộc Scotland); do hai khai cuộc này được xem là có khả năng đem lại lợi thế lâu dài tốt hơn. Ván cờ Italia phổ biến hơn trong các ván đấu qua thư (email hoặc qua bưu điện), giữa những người chơi nghiệp dư khi họ thường áp dụng theo đúng lý thuyết trong sách.

## Diễn biến chính

### 3...Tc5
Đến thế kỷ 19 phương án chính của Ván cờ Italia được mệnh danh là Giuoco Piano ("Ván đấu yên tĩnh" - thể hiện một thế trận kín, không có nhiều lựa chọn), và nó đối lập với những phương án tích cực hơn hẳn được phát triển sau này. Nước đi tiếp theo có thể là 4.d3, dẫn đến thế cờ Giuoco Pianissimo ("Ván đấu rất yên tĩnh"), hoặc tiếp tục diễn biến chính với 4.c3 (phương án gốc Giuoco Piano) dẫn đến thế trận mà ban đầu đã được phân tích bởi Greco hồi thế kỷ 17 và sang thế kỷ 20 phương án này đã được hồi sinh bởi biến Moller Attack.
Phương án này cũng ẩn chứa một vài biến tích cực như Gambit Evans (4.b4), Gambit Jerome (4.Txf7+), và Gambit Italia (4.d4) - đây là những nỗ lực trong thế kỷ 19 nhằm khiến cho khai cuộc này trở nên "mở" hơn.

### 3...Mf6
Một phương án tích cực hơn nhiều đó là Phòng thủ hai Mã; nó mang nhiều bản chất một pha phản công hơn. Phòng thủ hai Mã bao gồm các phương án nhỏ (biến) khác như knife-edged Traxler/Wilkes-Barre, Tấn công Fegatello, và một biến phức tạp có tên Tấn công Max Lange (Max Lange Attack).

### 3...Te7
Nước đi này dẫn đến Phòng thủ Hungary, một phương án chắc chắn, thường được sử dụng với chủ định cầm hòa đối thủ trong những trận đấu thuộc các giải thi đấu để tránh những sự phức tạp và rủi ro của những phương án khác.

## Những nước thứ ba không phổ biến của Đen

### 3...d6
Sau nước đi này, ta có một dạng gọi là Khai cuộc bán Italia (Semi-Italian Opening), cũng là một phương án chắc chắn, phổ biến trong giai đoạn cuối thế kỷ 19 đầu thế kỷ 20, nhưng giờ đây không còn được sử dụng mấy.

### 3...f5
Đây là Gambit Rousseau. Tốt nhất cho Trắng là từ chối Tốt thí và chơi 4.d3.

### 3...Md4
Một nước đi yếu của Đen, nước đi này được cho là mơ hồ. Sau khi 3...Md4 ta có dạng khai cuộc gọi là Gambit Blackburne Shilling, một kiểu thí quân sai lệch khi Đen mong chờ Trắng sẽ rơi vào bẫy với việc ăn Tốt không được bảo vệ ở cột e bằng 4.Mxe5. Nước đi này nói chung là chỉ phí thời gian khi phải đối đầu với những người chơi có kinh nghiệm. Tuy nhiên nó cũng đã bẫy được rất nhiều người mới chơi hay những người không quen với diễn biến này và nó cũng có thể dễ dàng chiếu hết họ một cách nhanh chóng.

### 3...những nước khác
3...g6 cho Trắng cơ hội tấn công với 4.d4 (4.d3 cũng có thể thử) exd4 5.c3! (5.Mxd4 và 5.Tg5 cũng đều được) dxc3 6.Mxc3 Tg7 và giờ là 7.Hb3 (Unzicker) hoặc 7.Tg5 (O'Kelly)
Unzicker cũng phân tích 3...Hf6?! 4.Mc3 Mge7 5.Mb5 và Trắng có lợi thế.